# Charlie Huhn
Charles "Charlie" Huhn (11 de enero de 1951 en Portland, Oregón) es un cantante y guitarrista de rock estadounidense, reconocido por su trabajo con las bandas Foghat, Ted Nugent y Humble Pie. 

## Carrera
En 1978 ingresó en la banda de Ted Nugent, reemplazando a Derek St. Holmes y participando activamente en la grabación del álbum Weekend Warriors ese mismo año. Huhn permaneció en la banda hasta 1982, grabando otros tres álbumes de estudio y un álbum en vivo durante su estancia.
Después de abandonar la banda de Ted Nugent, Huhn trabajó brevemente con el guitarrista Gary Moore en su álbum Dirty Fingers. Luego hizo parte de las bandas Victory, Humble Pie y Axel Rudi Pell, antes de recalar en la agrupación Foghat, donde reemplazó al fallecido Dave Peverett.

## Discografía

### Foghat
- Under the Influence (2016)
- Last Train Home (2010)
- Foghat Live II (2007)
- Family Joules (2002)

### Matt Roehr
- Barra da Tijuca (2007)

### Deadringer
- Electrocution of the Heart (1989)

### Axel Rudi Pell
- Wild Obsession (1989)

### Victory
- Instinct (2003)
- That's Live (1988)
- Hungry Hearts (1987)
- Don't Get Mad... Get Even (1986)
- Victory (1985)

### Gary Moore
- Dirty Fingers (1983)

### Ted Nugent
- Intensities in 10 Cities (1981)
- Scream Dream (1980)
- State of Shock (1979)
- Weekend Warriors (1978)